# 刪節線
刪節線是以一條線劃過一字形後所得的變型。它可能被使用在變音符號上，用以從舊字母中導出新的字母，或者只是為了讓字形更容易識別。
刪節線有時會劃在數字0、7和字母Z上，為了使它們更容易區分。
在標音上，一字母上的刪節線通常表示其發音為一擦音。
對於其不同字母的特別使用方式，請見其獨自條目：

## 除货币符号外的字母
- Bar ◌̵ ◌̶ ◌̷ ◌̸      拉丁：
- Ⱥ ⱥ
- Ƀ ƀ, ᴃ, ᴯ, ␢
- Ȼ ȼ, Ꞓ ꞓ
- Ð ð, Đ đ, Ɖ ɖ, Ꟈ ꟈ, ꝱ
- Ɇ ɇ, ꬳ
- Ꞙ ꞙ
- Ǥ ǥ, Ꞡ ꞡ
- Ħ ħ, ꟸ
- Ɨ ɨ, ᵻ, ᶤ, ᶧ
- Ɉ ɉ, ɟ, ʄ, ᶡ
- Ꝁ ꝁ, Ꝃ ꝃ, Ꝅ ꝅ, Ꞣ ꞣ
- Ł ł, Ƚ ƚ, ᴌ, Ⱡ ⱡ, Ꝉ ꝉ, ꝲ
- Ꞥ ꞥ, ꝴ
- Ø ø, Ǿ ǿ, ᴓ, ᶱ, ᷭ, ꬾ, Ꝋ ꝋ, Ɵ ɵ
- ꬿ
- Ᵽ ᵽ, Ꝑ ꝑ
- Ꝗ ꝗ, Ꝙ ꝙ
- Ɍ ɍ, Ꞧ ꞧ, ꝶ ꝵ
- ẜ, ẝ, Ꞩ ꞩ, Ꟊ ꟊ
- Ŧ ŧ, Ⱦ ⱦ, ꝷ
- Ʉ ʉ, Ꞹ ꞹ, ᵾ, ᶶ, ᷰ
- Ꝟ ꝟ
- ꭕ ꭙ
- Ɏ ɏ
- Ƶ ƶ   非拉丁： ʡ, ʢ
- ƻ
- ꬰ
- ᵼ
- ƛ
- ᵿ
- ℏ
- ꝳ
- ꭏ
- ʄ
- Ꜻ ꜻ
- ꭁ, ꭂ
- ꭄ
- ꟻ
- ᵺ

## 货币符号
- Г → Ғ ғ
- К → Ҝ ҝ, Ҟ ҟ
- О → Ө ө, Ӫ ӫ)
- Р → Ҏ ҏ
- У → Ұ ұ
- Ч → Ҹ ҹ
- Ь → Ҍ ҍ

## 雙刪節線
- Lām → ݪ
- Rāʼ → ݛ
- Wāw → ۅ

## 外部連結
- Diacritics Project - All you need to design a font with correct accents（页面存档备份，存于）